# 長崎慶一
長崎 慶一（ながさき けいいち、1950年5月13日 - ）は、大阪府大阪市阿倍野区出身（高知県生まれ）の元プロ野球選手（外野手）・コーチ、解説者。1981年から1987年までは「長崎 啓二」（ながさき けいじ）と改名していた。

## 経歴

### プロ入りまで
北陽高校では、1966年夏の甲子園に1年生ながら6番打者、中堅手として出場。大会では1回戦で福島商を降すが、2回戦では桐生高に1回裏9点を奪われ、その後は前野和博（芝工大－東芝）らに抑えられ敗退。2年上のチームメイトに遊撃手の園田喜則がいた。3年次の1968年にはドラフトで、阪神タイガースから8位指名を受けた。長崎自身も阪神ファンであったが、一般の職に就くことを望んでいた母親の反対を受け、やむなく入団を拒否。
高校卒業後は1969年に法政大学経営学部へ進学し、野球部で入学早々から打線の主軸に座る。東京六大学野球リーグでは1年上のエース横山晴久らを擁し、1年次の同年秋季から4季連続優勝を経験。全日本大学野球選手権大会、明治神宮野球大会とも準優勝1回を記録。4年次の1972年春季から史上初の2季連続首位打者を獲得し、同年の第1回日米大学野球選手権大会日本代表に選出され、日本の初優勝にも貢献。リーグ通算79試合出場、273打数93安打・打率.341・8本塁打・53打点。同リーグのベストナイン（外野手）にも3回選出されている。大学同期に池田信夫、若生正廣両投手、小原寛明、竹内昭文両捕手、内野手の松村彰士、外野手の伊達泰司がいた。

### 現役時代
1972年のドラフト1位で大洋ホエールズに入団。1年目の1973年は開幕直後から1番打者、中堅手に抜擢されるが、打撃が低迷し8月には中塚政幸に定位置を譲る。長崎が入団してまず驚いたのが、キャンプの尋常ではない練習量で、特に1960年代に陸上の短距離で鳴らした田村武雄トレーニングコーチに徹底的にしごかれた。毎日練習開始早々、競争で1時間走らされたおかげで、プロでやっていく体力はついた。しかし打つ方が全然駄目で、最初は同じく六大学で首位打者になった3学年上の谷沢健一が1年目から活躍していたため、自分もそれなりにやれると思っていたが、プロの球の速さとキレとコントロール全てについていけなかった。開幕後は一、二軍を往復していたが、沖山光利一軍打撃コーチは「ポイントを前に置いて打ってみろ」と言うと、二軍では別のコーチが「球を懐に呼び込め」と逆の指導をされた。昼に二軍の試合に出て一軍のナイターに合流するケースが多かったため、双方の指導に対応しているうちに頭が混乱。長崎には沖山の言う打ち方が合っていたが、一軍で結果が残せていないので二軍のコーチの言う事も聞かないといけないため、苦しい日々を過ごす。長崎を見かねた沖山は、同年オフに長崎と、同じく伸び悩んでいた2年目の高木由一を呼び出した。沖山に「お前はどっちの打ち方でやりたいんだ?」と問われ、長崎は「球を前でさばく方です」と答えた。それから毎日3人でひたすら練習に取り組み、1日1000回はバットを振った。最後の方になると手が固まってしまいバットを離そうとしても指が開かなくなるほどであったが、この厳しい練習の中で、長崎は一つの答えを見出す。元々バットを垂直気味に立てて構えていたが、グリップの位置を顔の高さから胸の高さに下げるようになった。大学生の球はバットを高く構えていても内角球を捌けたが、プロの投手、特に右投手にキレのあるスライダーを内角に放られると手が出ないため、グリップの位置を下げたところ内角の球にも対応できるようになり、自然と肩の力が抜けて変化球にもついていけるようになった。入団早々からは沖山の指令で毎日配球ノートもつけ始め、日付、球場、天気、風向き、バッテリーを書き、9つのマス目にすべての配球と投手のクセを記していった。最初は言われるがままに書いていたところ、僅か1ヶ月で相手の配球が読めるようになった。
2年目の1974年は規定打席に届かなかったものの80安打13本塁打・打率.356の好記録を残し、シーズン3本ものサヨナラ本塁打を放つなど一気に才能を開花させ、シーズン終盤にはレギュラーに定着。3年目の1975年には5番打者を任され、初めて規定打席（21位、打率.264）に到達する。その後も主力打者として活躍し、「和製ミッキー・マントル」と称される。入団当初の長崎はブンブン振り回す三振の多い打者であったが、1974年に就任した大下弘一軍打撃コーチの薫陶を受けアベレージヒッターへの転身を図り、成功した。大下も細々と教えず、自分で打って見せて良い所を真似しなさいというタイプの指導者であった。大下は当時50歳を過ぎていたが、構えからバットの出方などが実に柔らかく、力が抜けた理想的なフォームで、長崎はそのイメージ通りに打席で振ろうとした。長崎のフォームは基礎を沖山が作り、大下が進化させたものである。球団が横浜に移転した1978年には自己最高の21本塁打を放ち、サイクルヒットを達成。1982年はオールスターゲームに初出場を果たしたほか、田尾安志と球史に残る首位打者争いを繰り広げた。大洋は長崎の支援のために10月18日の最終戦となる中日戦（横浜）で田尾に四球（敬遠）を与え続けて打撃をさせず、首位打者のタイトルは1厘差で長崎のものとなった。一方、巨人との優勝争いが続いていた中日は、田尾の出塁を足がかりにこの試合に勝利し、セ・リーグ優勝が決定した。そのことについて、「個人タイトルのためにペナントレースの帰趨を左右した」として強い批判が広がり、特に宇佐美徹也は、この時の大洋の采配を敗退行為と批判している。一方、やくみつるは、田尾への敬遠をさせた采配によって得られた首位打者が結果的には長崎をも傷つけてしまったとして、長崎に同情的な意見を寄せている。この1戦で優勝を逃した巨人の王貞治助監督は「田尾君が長崎君に勝つには、最後の大洋戦の前に抜かないといけなかった。だから長崎君はタイトルを誇っていいんだ」と、長崎を気遣った。この時タイトルを争った田尾とは、後に1987年に1年だけ同僚としてプレーしている。打率.351で首位打者を獲得しベストナインにも選出され、1983年もリーグ10位の打率.305と2年連続3度目の3割超えを果たす。1983年6月4日の阪神戦（横浜）で、岡田彰布の左中間へのフライを追って中堅手の加藤博一と衝突。この時に長崎の顔面と加藤の顔面がぶつかったので、フジテレビ『プロ野球珍プレー好プレー大賞』では「空中キッス」と呼ばれ珍プレー大賞を受賞した。なお、受賞したのは加藤だけである。
1985年に池内豊との交換トレードで阪神タイガースへ移籍し、7月27日の大洋戦（甲子園）では斉藤明雄からサヨナラ本塁打を打った。同年は控えとして68試合出場に留まり、規定打席にも達しなかったものの、シーズン終盤に6番・左翼手として起用され、21年ぶりのセ・リーグ制覇に貢献。8月1日の中日戦（甲子園）には前日の試合でランディ・バースが自打球を当て骨折したため、一塁手としてスタメン出場を果たすが、一塁守備にぎこちなさを感じた首脳陣は、翌2日から真弓明信を一塁に回した。同年の西武との日本シリーズは10月30日の第4戦（甲子園）から先発出場し、翌31日の第5戦（甲子園）では5回に石井毅から中押しとなる2点本塁打、11月2日の第6戦（西武）では1回に高橋直樹から勝利を決定付ける満塁本塁打を放ち、勢いを得て大勝。チーム初のシリーズ優勝に貢献している。阪神ではその後も主に代打で活躍し、1987年オフに現役を引退。

### 引退後
引退後は読売テレビ野球解説者（1988年 - 1992年）として活躍し、川藤幸三がコーチとして阪神に復帰していた1990年から1991年には『ズームイン!朝!』の『プロ野球いれコミ情報』に出演していた。MBSラジオの番組に出演した際、唐渡吉則から「アンタは『大洋ホエールズの長崎啓二』じゃない!!!『阪神タイガースの長崎啓二』ですよ!!」と諭されたこともあった。解説業の傍ら、日本不動産野球連盟に参加する大京軟式野球チームのコーチ（1989年 - 1991年）も務めた。1993年には一軍打撃コーチとして6年ぶりに阪神に復帰し、1995年まで務めた。
阪神退団後は、2000年にはシドニーオリンピック日本代表打撃コーチに就任。その後2003年の統一地方選挙で、自民党公認で荒川区議選に出馬し、当選。区議を1期務めたが2007年の区議選には出馬せず、同年7月29日投開票の第21回参議院議員通常選挙では民主党公認で比例区より立候補したが、落選した。
2004年には教員免許取得のため東洋大学に入学し、公民の教師として成立高校の教壇に立った。2006年に高校野球の指導者になることのできる日本学生野球協会アマチュア資格を取得。
現在は、コンサルタントの傍ら、TikTok野球塾を開設し次世代を担うプロの卵たちにオンラインと実際のボールパークでの打撃指導を行なっている。

## 選手としての特徴
力まずに自然体でバットを構え、ボールを体の近くまで引きつけ、回転で打つ打撃フォームはどんな変化球にも対応出来た。当時は珍しかったオープンスタンスで打席に立っていた。

## 詳細情報

### 年度別打撃成績
| 年 度      | 球 団      | 試 合 | 打 席 | 打 数 | 得 点 | 安 打 | 二 塁 打 | 三 塁 打 | 本 塁 打 | 塁 打 | 打 点 | 盗 塁 | 盗 塁 死 | 犠 打 | 犠 飛 | 四 球 | 敬 遠 | 死 球 | 三 振 | 併 殺 打 | 打 率 | 出 塁 率 | 長 打 率 | O P S |
| ---------- | ---------- | ----- | ----- | ----- | ----- | ----- | -------- | -------- | -------- | ----- | ----- | ----- | -------- | ----- | ----- | ----- | ----- | ----- | ----- | -------- | ----- | -------- | -------- | ----- |
| 1973       | 大洋       | 75    | 220   | 203   | 28    | 45    | 8        | 0        | 2        | 59    | 7     | 4     | 1        | 1     | 1     | 12    | 1     | 3     | 43    | 4        | .222  | .274     | .291     | .565  |
| 1974       | 大洋       | 95    | 258   | 225   | 49    | 80    | 19       | 3        | 13       | 144   | 33    | 8     | 2        | 1     | 0     | 29    | 3     | 3     | 34    | 4        | .356  | .436     | .640     | 1.076 |
| 1975       | 大洋       | 122   | 468   | 406   | 48    | 107   | 17       | 3        | 12       | 166   | 42    | 11    | 9        | 7     | 0     | 51    | 3     | 4     | 91    | 5        | .264  | .351     | .409     | .760  |
| 1976       | 大洋       | 101   | 325   | 276   | 41    | 65    | 10       | 1        | 12       | 113   | 25    | 5     | 3        | 10    | 1     | 32    | 2     | 6     | 47    | 2        | .236  | .327     | .409     | .736  |
| 1977       | 大洋       | 126   | 519   | 433   | 79    | 115   | 18       | 3        | 19       | 196   | 57    | 19    | 4        | 10    | 3     | 58    | 1     | 15    | 101   | 3        | .266  | .369     | .453     | .822  |
| 1978       | 大洋       | 128   | 530   | 438   | 84    | 126   | 30       | 8        | 21       | 235   | 72    | 27    | 9        | 7     | 7     | 70    | 3     | 8     | 67    | 6        | .288  | .390     | .537     | .927  |
| 1979       | 大洋       | 117   | 419   | 351   | 71    | 102   | 18       | 5        | 11       | 163   | 50    | 18    | 9        | 7     | 1     | 53    | 0     | 7     | 77    | 6        | .291  | .393     | .464     | .858  |
| 1980       | 大洋       | 86    | 299   | 245   | 42    | 57    | 12       | 1        | 10       | 101   | 25    | 13    | 9        | 5     | 0     | 43    | 1     | 6     | 48    | 0        | .233  | .361     | .412     | .773  |
| 1981       | 大洋       | 118   | 383   | 343   | 42    | 100   | 12       | 5        | 10       | 152   | 35    | 10    | 12       | 9     | 2     | 29    | 1     | 0     | 41    | 3        | .292  | .345     | .443     | .788  |
| 1982       | 大洋       | 114   | 462   | 396   | 57    | 139   | 21       | 1        | 11       | 195   | 40    | 3     | 1        | 18    | 1     | 43    | 0     | 4     | 37    | 9        | .351  | .419     | .492     | .911  |
| 1983       | 大洋       | 112   | 421   | 364   | 40    | 111   | 17       | 2        | 7        | 153   | 44    | 0     | 2        | 10    | 6     | 38    | 0     | 3     | 29    | 11       | .305  | .370     | .420     | .790  |
| 1984       | 大洋       | 84    | 289   | 250   | 38    | 61    | 14       | 1        | 5        | 92    | 29    | 4     | 1        | 4     | 4     | 30    | 1     | 1     | 21    | 6        | .244  | .323     | .368     | .691  |
| 1985       | 阪神       | 68    | 116   | 106   | 15    | 30    | 6        | 0        | 6        | 54    | 25    | 0     | 0        | 1     | 0     | 7     | 0     | 2     | 17    | 4        | .283  | .339     | .509     | .849  |
| 1986       | 阪神       | 68    | 96    | 87    | 6     | 16    | 1        | 0        | 3        | 26    | 13    | 0     | 0        | 0     | 1     | 8     | 1     | 0     | 14    | 3        | .184  | .250     | .299     | .549  |
| 1987       | 阪神       | 60    | 64    | 59    | 5     | 14    | 1        | 0        | 4        | 27    | 11    | 0     | 0        | 0     | 1     | 4     | 2     | 0     | 15    | 2        | .237  | .281     | .458     | .739  |
| 通算：15年 | 通算：15年 | 1474  | 4869  | 4182  | 645   | 1168  | 204      | 33       | 146      | 1876  | 508   | 122   | 62       | 90    | 28    | 507   | 19    | 62    | 682   | 68       | .279  | .363     | .449     | .812  |

- 各年度の太字はリーグ最高

### タイトル
- 首位打者：1回 （1982年）

### 表彰
- ベストナイン：1回 （外野手部門：1982年）
- 日本シリーズ優秀選手賞：1回 （1985年）

### 記録
初記録
- 初出場：1973年4月14日、対阪神タイガース1回戦（阪神甲子園球場）、7回表に重松省三の代打として出場
- 初先発出場：1973年4月18日、対中日ドラゴンズ1回戦（中日スタヂアム）、1番・中堅手として先発出場
- 初安打：同上、1回表に松本幸行から二塁打
- 初打点：1973年5月16日、対ヤクルトアトムズ5回戦（明治神宮野球場）、4回表に榎本直樹から二塁ゴロ失策の間に記録
- 初本塁打：1973年6月19日、対阪神タイガース7回戦（川崎球場）、9回裏に高垣義広の代打として出場、山本重政からソロ

節目の記録
- 100本塁打：1980年8月9日、対読売ジャイアンツ18回戦（横浜スタジアム）、7回裏に堀内恒夫からソロ ※史上114人目
- 1000試合出場：1982年5月26日、対阪神タイガース9回戦（横浜スタジアム）、3番・左翼手として先発出場 ※史上228人目
- 1000安打：1983年7月17日、対読売ジャイアンツ15回戦（横浜スタジアム）、1回裏に槙原寛己から右前安打 ※史上128人目

その他の記録
- サイクルヒット：1978年5月20日、対阪神タイガース10回戦（横浜スタジアム） ※史上30人目
- お釣り無しサヨナラ満塁本塁打：1982年5月23日、対中日ドラゴンズ戦、スコアは10対9 ※史上4人目
- オールスターゲーム出場：1回 （1982年）

### 背番号
- 23 （1973年 - 1976年）
- 7 （1977年 - 1984年）
- 3 （1985年 - 1987年）
- 74 （1993年 - 1995年）

### 登録名
- 長崎 慶一 （ながさき けいいち、1973年 - 1980年、1993年 - 1995年）
- 長崎 啓二 （ながさき けいじ、1981年 - 1987年）